# Virslīga
Virslīga (Overligaen) er den øverste liga indenfor fodbold i Letland, og er arrangeret af Letlands Fodboldforbund. Sæsonen begynder i april hvert år, og løber indtil begyndelsen af november. Der spilles ikke om vinteren på grund af det barske klima. Siden 2006 er Virslīga sponseret af Latvijas Mobilais Telefons (LMT), og officielt kaldes den LMT Virslīga.
I slutningen af sæsonen, rykker de lavest placerede hold automatisk ned i 1. division, og vinderen af 1. division tager automatisk deres plads. Den næstlavest placerede hold i Virslīga og andet hold i 1. divisonen spiller to kampe om en plads i Virslīga den følgende sæson. Vinderen af LMT Virslīga, Letlandsmesteren, spiller i UEFA Champions League kvalifikationsrunden. Den andet- og tredjeplacerede klub spiller i UEFA Cup kvalifikationspillene.

## Virslīga-klubber (2022)

### Licens
- Licens i LFF-A 2022.[2]

| Fodboldklub      | LFF-A licens | UEFA licens |
| ---------------- | ------------ | ----------- |
| Auda             |              |             |
| Daugavpils       |              |             |
| Liepāja          |              |             |
| Metta            |              |             |
| Rēzeknes FA/BJSS |              |             |
| RFS              |              |             |
| Riga FC          |              |             |
| Super Nova       |              |             |
| Spartaks Jūrmala |              |             |
| Tukums 2000      |              |             |
| Valmiera         |              |             |